# GMC Chevette
GMC Chevette – samochód osobowy klasy kompaktowej produkowany pod amerykańską marką GMC w latach 1992–1995.

## Historia i opis modelu

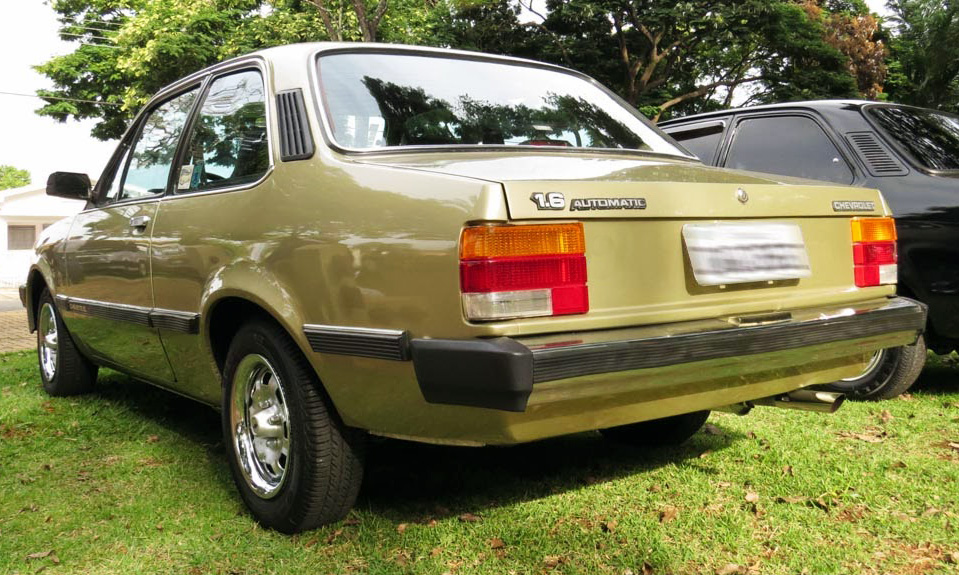
GMC Chevette – tył

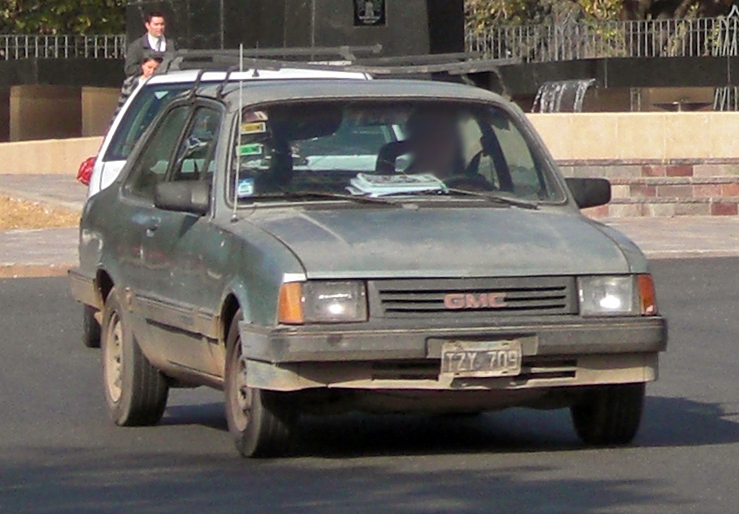
GMC Chevette Base

W 1992 roku argentyński oddział General Motors podjął decyzję o rozpoczęciu sprzedaży lokalnej, brazylijskiej odmiany Chevroleta Chevette także w Argentynie pod marką GMC. Samochód oferowany był w wariantach 2 i 4-drzwiowych, będąc sprzedawanym przez kolejne 3 lata zarówno w sieci dealerskiej Chevroleta, jak i Renault na mocy specjalnego porozumienia zawartego lokalnie.
GMC Chevette zastąpiło w lokalnej ofercie model Opel K 180, który podobnie jak on był oparty na platformie T-body koncernu General Motors znanej z takich modeli, jak Isuzu Gemini czy Opel Kadett.

### Ciekawostki
Był to pierwszy i jedyny w historii samochód oferowany pod marką GMC, który nie był SUV-em, pickupem czy samochodem dostawczo-ciężarowym, lecz klasycznym trójbryłowym samochodem osobowym typu sedan.

### Silniki
- L4 1.6l
- L4 1.7l Diesel